# Christian Sánchez (actor)
Christian Sánchez (Castelldefels, España, 12 de agosto de 1987) es un actor, cantante, bailarín y compositor español conocido por sus papeles en las series de televisión Señora Acero, Dreamland, Yo quisiera y Perdóname, Señor.

## Trayectoria

### 2008-2011: Teatro e inicios en televisión
Christian, quien ya llevaba unos años siendo cantante en la Orquesta Fama, empezó a debutar en el teatro como bailarín en la adaptación a los escenarios de la película High School Musical. Un año después, hizo lo mismo en el musical Fiebre del sábado noche. El año 2010 se lo vio en dos obras: Cómplices, como actor, y Hair, de nuevo como bailarín. Por último, en 2011 apareció en la que por el momento es su última obra de teatro: la adaptación de la película El rey león.
Ese mismo año empieza ejerciendo de actor en dos series de Telecinco: primero en La pecera de Eva, junto a Alexandra Jiménez, en la que apareció durante 4 capítulos, y en Hospital Central, donde solo apareció en un episodio.

### 2014-2015: De secundario a protagonista
Christian, quien ya había ejercido de actor en dos ocasiones, ficha por la serie Dreamland, que se emitió en Cuatro durante dos meses, donde Christian realizó el papel de Moisés. Posteriormente, el actor se marcha a México para participar en la telenovela Señora Acero, junto a las famosas actrices Blanca Soto o Litzy, donde interpreta el papel de Diego Machado durante 32 episodios. Tras finalizar la primera temporada, el personaje de Diego desapareció, aunque volvió como actor invitado durante dos episodios de la segunda temporada.
De vuelta a España, la misma productora que realizó Dreamland le ofrece a Christian el papel protagonista, junto a Lucía Gil, de la serie Yo quisiera, que se emite en Divinity, y en la que interpreta el papel de André Vegas. La serie, que constó de 48 episodios en su primera temporada, ha renovado por una segunda tempodada, que se estrenará en otoño-invierno de 2017.

### 2016-presente: Estrella invitada en múltiples series
Tras su paso por la serie Yo quisiera, muchas series han invitado a Christian a participar en alguno de sus episodios, como la serie diaria Gym Tony, de Cuatro, donde interpretó el papel de Richi, novio de Vanesa. Además, durante el 2016, Christian participará como actor invitado en la segunda temporada de la serie Olmos y Robles, que se emite en La 1.
Por otro lado, Christian ya ha grabado la miniserie de Telecinco Perdóname, Señor, que llegará en otoño de 2016 a la cadena, con Paz Vega como protagonista. Por último, Christian participará en la serie de Telecinco El padre de Caín, aún sin fecha de estreno. En abril de 2017 se confirmó su participación en La que se avecina para uno de los capítulos de la 10.ª temporada. Christian participó en el programa Samanta y... para realizar una escena del musical Dirty Dancing en el que él participa con la reportera Samanta Villar.

## Filmografía

### Televisión
| Año         | Título                     | Personaje             | Cadena      | Notas        |
| ----------- | -------------------------- | --------------------- | ----------- | ------------ |
| 2011        | La pecera de Eva           | Puteador              | Telecinco   | 4 episodios  |
| 2011        | Hospital Central           | Paciente              | Telecinco   | 1 episodio   |
| 2014        | Dreamland                  | Moisés                | Cuatro      | 8 episodios  |
| 2014 -2015  | Señora Acero               | Diego Machado         | Telemundo   | 34 episodios |
| 2015 - 2018 | Yo quisiera                | André Vegas           | Divinity    | 88 episodios |
| 2016        | Olmos y Robles             | Guardaespaldas        | TVE         | 1 episodio   |
| 2016        | El padre de Caín           | Médico                | Telecinco   | 1 episodio   |
| 2017        | Perdóname, Señor           | Álvaro "Alvarito"     | Telecinco   | 8 episodios  |
| 2017        | La que se avecina          | Entrenador de Bruno   | Telecinco   | 1 episodio   |
| 2018        | El Continental             | Pedro "Perico" Benito | La 1        | 10 episodios |
| 2018        | Cupido                     | Álex                  | Playz       | 6 episodios  |
| 2019        | Derecho a soñar            | Entrenador            | La 1        | 44 episodios |
| 2024        | Una vida menos en Canarias | Lorenzo Candón        | Atresplayer | 1 episodio   |

### Películas
| Año  | Título            | Personaje        | Director          | Notas            |
| ---- | ----------------- | ---------------- | ----------------- | ---------------- |
| 2016 | La puerta abierta | Carlos           | Marina Seresesky  | Papel secundario |
| 2018 | El aviso          | Médico Inyección | Daniel Calparsoro | Papel menor      |

### Teatro
| Año       | Título                       | Personaje     | Notas            |
| --------- | ---------------------------- | ------------- | ---------------- |
| 2004-2007 | Orquesta fama                | Cantante      | Papel secundario |
| 2006      | La visita d'un inspector     | Gerald Croft  | Papel secundario |
| 2008      | High School Musical on Stage | Bailarín      | Papel menor      |
| 2009      | Fiebre del sábado noche      | Bailarín      | Papel menor      |
| 2010      | Cómplices                    | Álvaro        | Papel secundario |
| 2010      | Hair                         | Bailarín      | Papel menor      |
| 2011      | El rey león                  | Bailarín      | Papel menor      |
| 2016-2017 | Dirty Dancing                | Johnny Castle | Papel principal  |
| 2019-     | Ghost, el musical            | Sam           | Papel principal  |